# Dynamite Duke
Pour les articles homonymes, voir Dynamite (homonymie).
Dynamite Duke est un jeu vidéo de tir à la troisième personne développé par Seibu Kaihatsu sorti en 1989 sur borne d'arcade. Sega a édité le jeu sur Master System et Mega Drive.

## Système de jeu
Le joueur dirige Duke, un personnage armé d'une mitraillette et d'un bras cybernétique (vu de dos) qui combat des hordes d'ennemis.

## Accueil
- Tilt : 13/20 (version Mega Drive)[1]